# توماس فلمینگ
توماس فلمینگ (به انگلیسی: Thomas Flemming) (زادهٔ ۱۴ ژوئیهٔ ۱۹۶۷) شناگر اهل آلمان شرقی است.